# Коршівська сільська рада (Коломийський район)
Коршівська сільська рада — орган місцевого самоврядування у Коломийському районі Івано-Франківської області з адміністративним центром у с. Коршів.

## Загальні відомості
Історична дата утворення: в 1940 році. 15 грудня 1970 р. Івано-Франківський облвиконком ліквідував Казанівську сільську раду і приєднав село Казанів до Коршівської сільської ради.
Водоймища на території, підпорядкованій даній раді: річка Турка.

## Населені пункти
Сільській раді підпорядковані населені пункти:
- с. Коршів
- с. Казанів
- с. Ліски

## Склад ради
Рада складається з 19 депутатів та голови.

### Керівний склад ради
| ПІБ                      | Основні відомості                                                                                  | Дата обрання | Дата звільнення |
| ------------------------ | -------------------------------------------------------------------------------------------------- | ------------ | --------------- |
| Пижук Михайло Андрійович | Сільський голова, 1972 року народження, освіта, член Всеукраїнського об'єднання 'Батьківщина'      | 26.03.2006   | 31.10.2010      |
| Пижук Михайло Андрійович | Сільський голова, 1972 року народження, освіта вища, член Всеукраїнського об'єднання 'Батьківщина' | 31.10.2010   | 30.12.2018      |

Примітка: таблиця складена за даними джерела